# Tir cu arcul

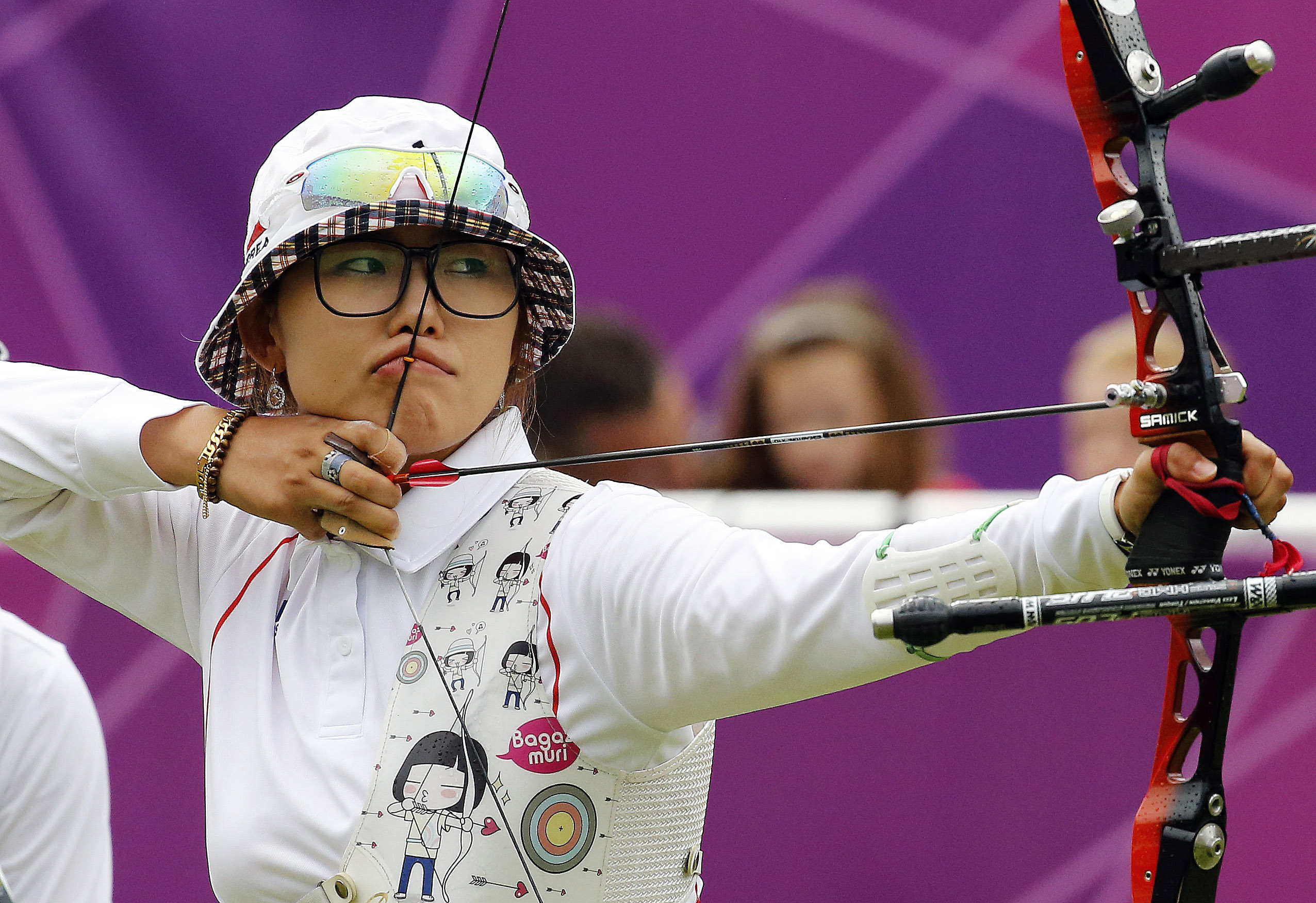
Proba de tir cu arcul la Jocurile Olimpice de vară din 2012

Tirul cu arcul este arta, tehnica sau abilitatea de a propulsa săgeți, folosind un arc. Din punct de vedere istoric, tirul cu arcul a fost folosit pentru vânătoare și luptă, iar în timpurile moderne, utilizarea sa principală este în activitățile de agrement și în sport. În Japonia tirul cu arcul a devenit o artă marțială, kyudo. Varianta occidentală a devenit un sport olimpic. Este sportul național în Bhutan.

## Istoric

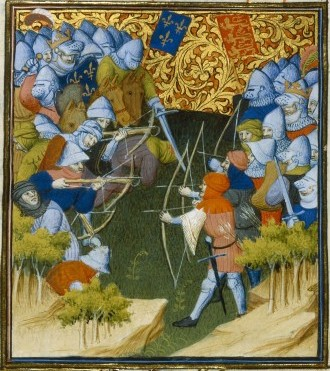
Arcași cu arcul lung la bătălia de la Crécy

Data apariției a arcului nu este cunoscută cu certitudine. Folosirea arcului și a săgeților este bine atestată spre sfârșitul Paleoliticului superior. Fragmente de arcuri descoperite la Stellmor, lângă Hamburg în Germania, au fost datate din perioada ahrensburgienă, ca. 8.000 î. Hr. Erau însoțite de o sută săgeți, cu lungime aproximativ de 85–100 cm, cu un ampenaj și cealaltă extremitate despicată pentru a fi fixat un vârf de silex. Primele arcuri complete, care datează din Mezoliticul, au fost găsite în turbăriile din Scandinavia sau din nordul Rusiei, lemnul păstrându-se în mâl.
Arcul a fost arma preferată în Levantul, Anatolia și Egipt pe întreaga durată a Neoliticului, în principal pentru vânătoare, în timp ce a fost folosit pentru război în Europa încă din acea perioadă. În Egipt, a fost folosit de perioada predinastică, cum o atestă descoperiri arheologice și reprezentările figurate. În secolul al VIII-lea î.Hr. a apărut forma scurtă, compozită și recurbată, folosită printre altele de perșii și de sciții. Nu a fost niciodată o componentă importantă a armatelor din Grecia antică în perioadă clasică, pentru ca reprezenta numai o amenințare slabă pentru armura grea unui hoplit. Totuși, a fost folosit de orașe din Creta și de Atena, în complementaritate cu falanga. La sfârșitul antichității, arcul compozit a fost arma principală a hunilor, pe care le foloseau călare.
În Evul Mediu european, arcul a fost confruntat cu concurența arbaletei, dar arcul lung in lemn de tisă (în engleză longbow) a fost foarte popular în Anglia și în Țara Galilor. A jucat un rol esențial în bătăliile de la Dupplin Moor (1332) și de la Halidon Hill (1333). În bătălia de la Crécy (1346) 5.500 de arcași englezi au învins mercenarii arbaletrieri din Genova, apoi au masacrat cavaleria grea franceză. Totuși, arcul lung a rămas o specificitate engleză și galeză. Arcașii trebuiau să fie bine antrenați, ceea ce implica faptul că țăranii trebuiau să aibă arcul și săgeți proprii, iar puține țări au îndrăznit să-și înarmeze țărănimea.

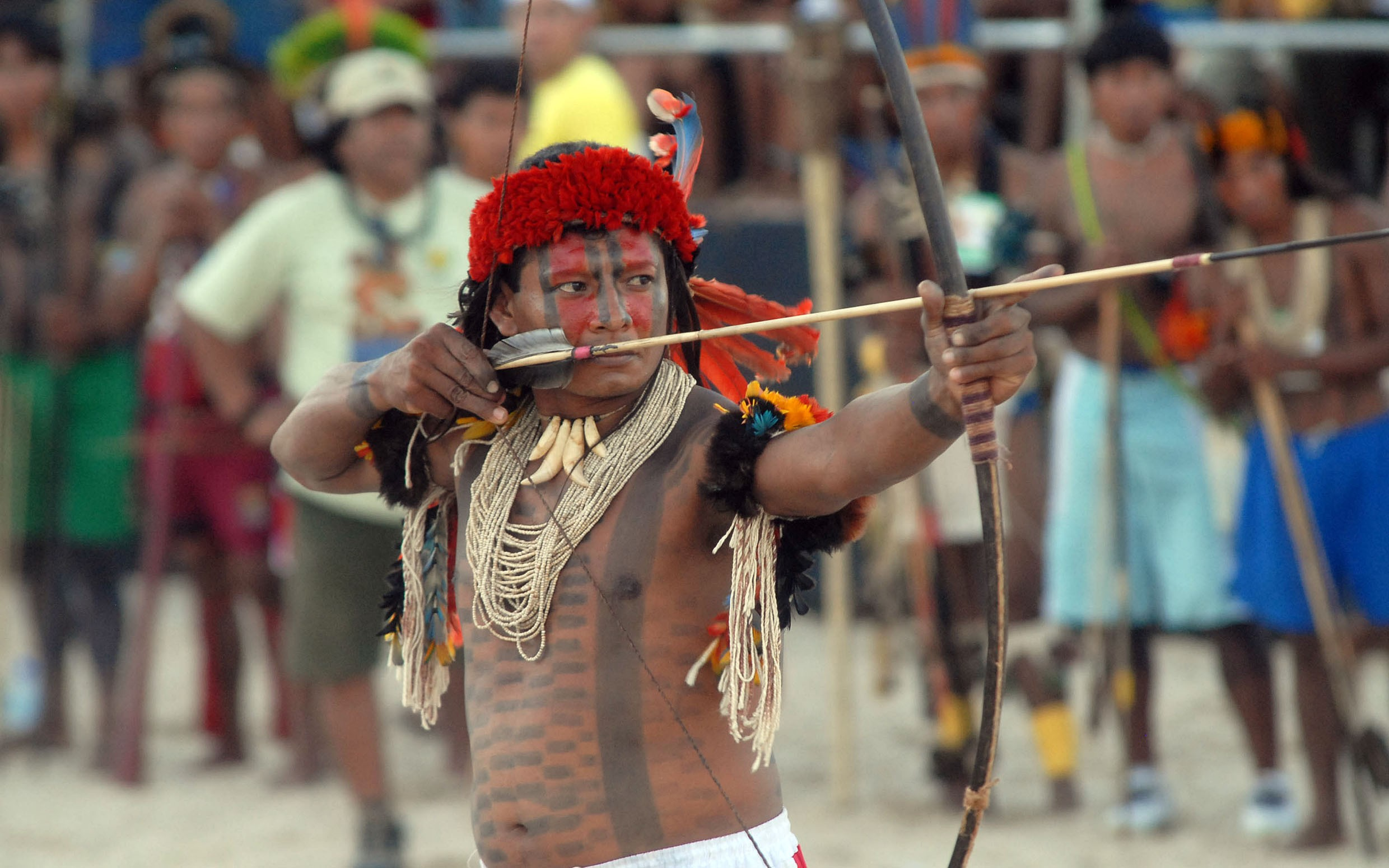
Arcaș rikbaktsa la Jocurile Națiunilor Indigene din 2007

În China folosirea arcului ar putea fi mult mai veche decât în Europa. În orice caz, s-a dezvoltat în Epoca Bronzului pentru război, vânătoare și pescuit; arcul compozit a apărut în cursul dinastiei Shang. Abilitatea cu arcul era foarte apreciată la curtea imperială și competiții de tip sportiv deja erau organizate. La sfârșitul secolului al VI-lea î. Hr. tirul cu arcul a fost identificat de Confucius ca unul dintre cele șase arte nobile. Arcurile prețioase, acoperite cu lac, erau moștenite din tată în fiu. În Japonia tirul cu arcul s-a dezvoltat în Perioada Yayoi cu un arc specific (yumi), cu 2 m lungime și priză asimetrică, care este folosit încă în prezent la kyudo.
În America arcul este atestat mai târziu decât în celelalte regiuni din lume. Totuși, era folosit pe scară largă în întregul continent pentru vânătoare și război. Chiar după sosirea europenilor a rămas arcul efectiv: săgețile putea pătrunde armura din zale sau răni grav, sfărâmându-se la contactul cu armură din placi.
După dezvoltarea artileriei cu praf de pușcă (ca. 1430–1440 în Europa și în sfârșitul secolului al XVIII-lea în Americii) arcul și-a pierdut destinația militară. A rămas o activate de agrement, în special la vânătoare, și un sport. Tirul cu arcul a devenit o proba olimpică la Jocurile Olimpice de vară din 1900 de la Paris.

## Tirul cu arcul sportiv

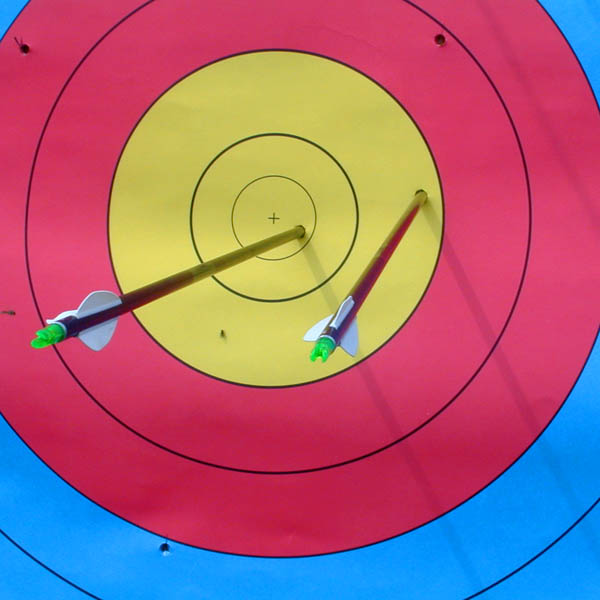
Ținta

Există mai multe forme sportive ale tirului cu arcul și două federații internaționale: International Field Archery Association și World Archery Federation (fosta Federația Internațională de Tir cu Arcul, prescurtată FITA), care organizează proba de tir cu arcul la Jocurile Olimpice.

## Legături externe
- en  fr  World Archery Federation
- International Field Archery Association